# Sylva Autokits

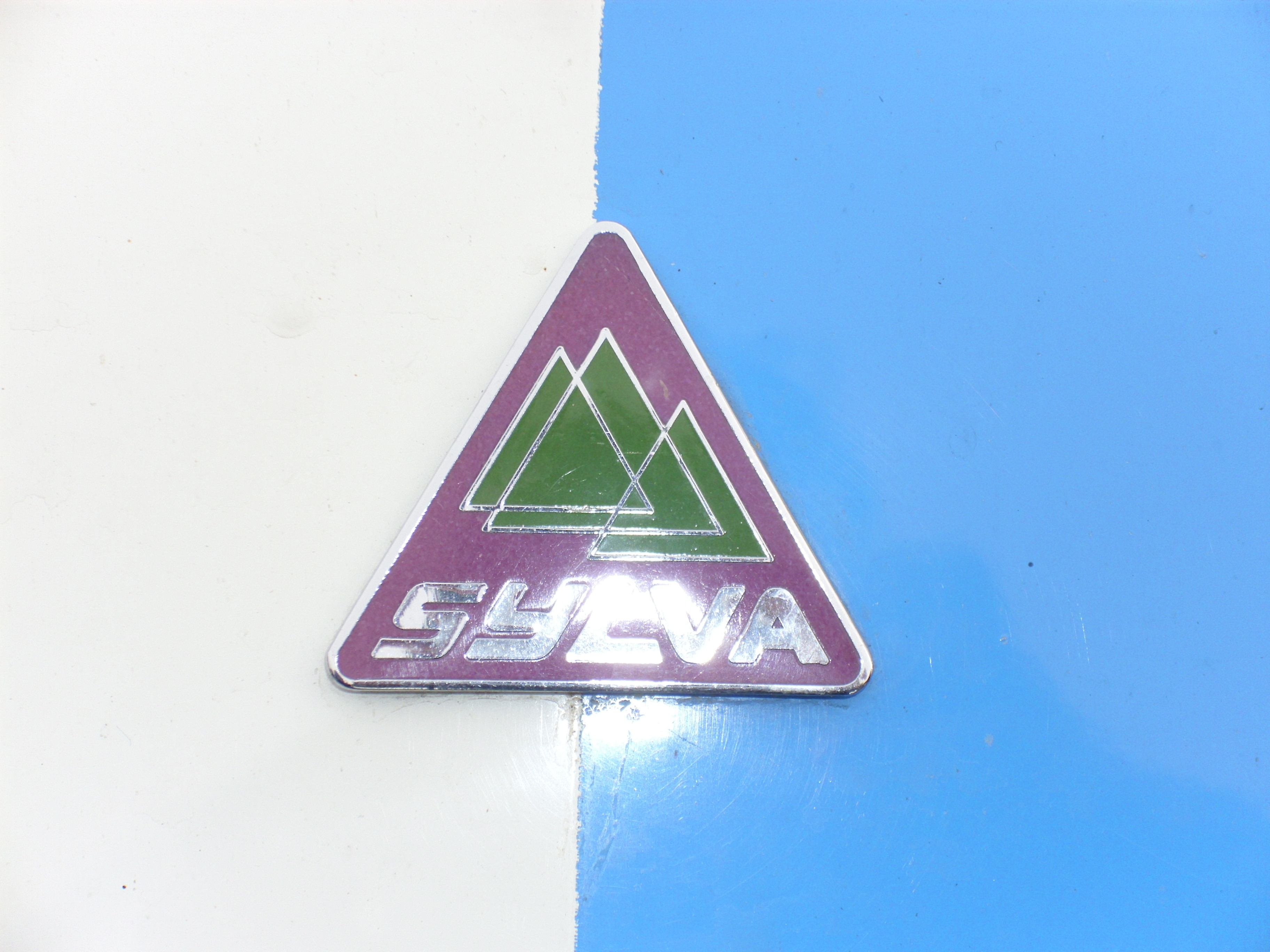
Emblem

Sylva Autokits ist ein britischer Hersteller von Kit Cars, der seit 1981 in Lincolnshire ansässig ist. Gründer ist Jeremy Phillips und der Geschäftszweck ist die Entwicklung und Herstellung kleiner, leichter Sportwagen. Insbesondere in der Rennserie 750 Motor Club haben sich die Sylva als sehr erfolgreich erwiesen.
Sylva hat viele seiner älteren Konstruktionen an andere Kit-Car-Hersteller verkauft, z. B. den Fury an Fisher Sportscars, den Stylus an Specialist Sports Cars und den Striker an Raw Engineering. So konnten sich Phillips und Sylva auf neuere Konstruktionen und Ideen konzentrieren, wie z. B. die aktuellen Modelle Mojo 2 und R1ot.

## Modelle

### Sylva Star

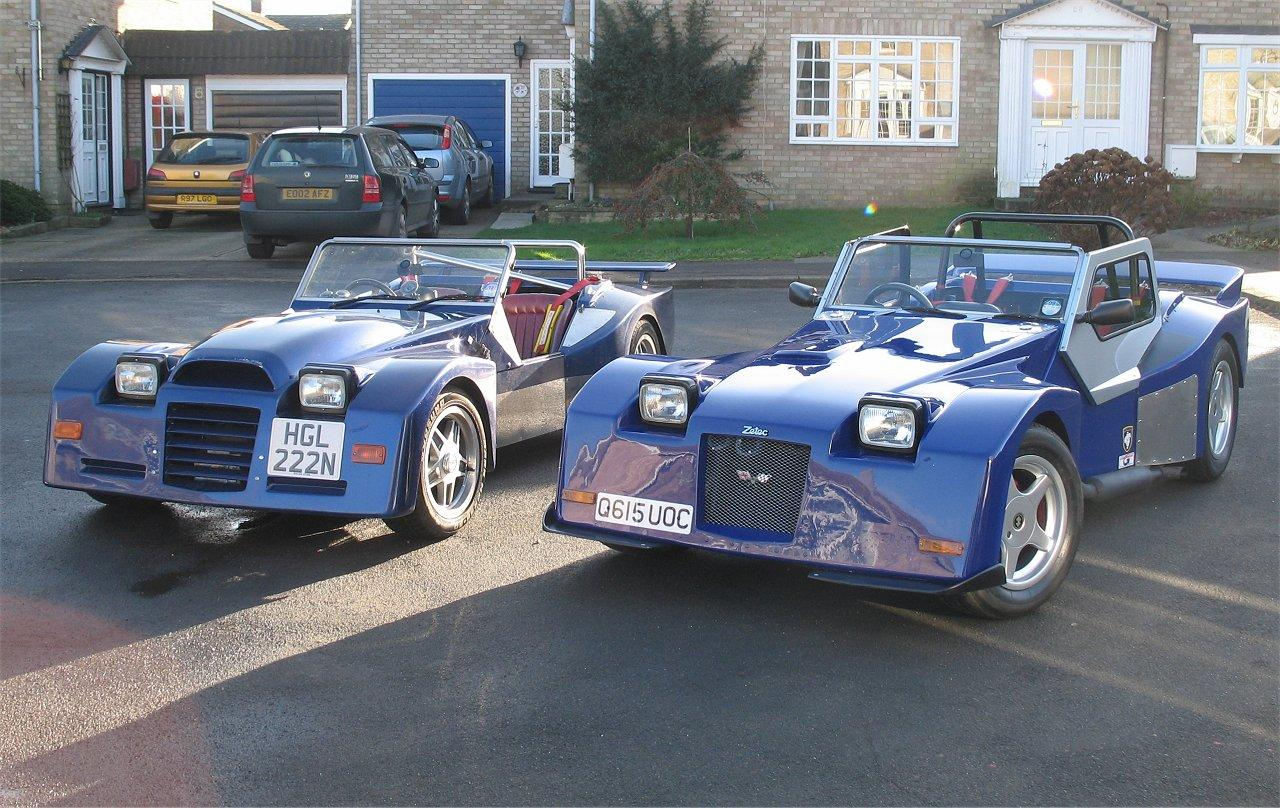
Zwei Sylva Star, einer mit Fiat-2-ltr.-Motor mit zwei obenliegenden Nockenwellen, der andere mit Ford-Zetec-Motor

Der erste Sylva kam 1982 heraus. Der Sylva-Star-Kit bestand aus einem Chassis mit zwei Sitzplätzen mit dem vorderen Hilfsrahmen und der Hinterachse des Spenderfahrzeuges Vauxhall Viva. Der Wagen wurde meistens von einem 1,3-l- oder 1,6-l-Ford-Kent-Motor angetrieben, aber es gab auf Wunsch auch andere Motoren. Der Star war der erste in einer langen Reihe kleiner, agiler, offener Zweisitzer, die von Jeremy Phillips entworfen und als ökonomisches Spaßmobil gebaut wurden.

### Sylva Leader
Der Sylva Leader war eine Weiterentwicklung des Star, wobei die Grundkonzeption – zwei Sitze, kein Dach – beibehalten und mit neuen Details kombiniert wurde. Die zweiteilige GFK-Karosserie bestand aus einer vorne angeschlagenen Motorhaube und einem Fahrgastraum mit niedrigen Seitenwänden. Als Antriebsquelle standen der bekannte Ford-Kent-Motor oder der Doppelnockenweller von Fiat zur Wahl. Etliche Käufer des Star rüsteten ihre Wagen auf die schmälere und geschwungenere Leader-Front um.
Die Fertigungsrechte am Leader wurden zuerst an Nials Johannson verkauft, der das Modell weiter unter dem Firmennamen Swindon Sportscars fertigte.

### Sylva Striker

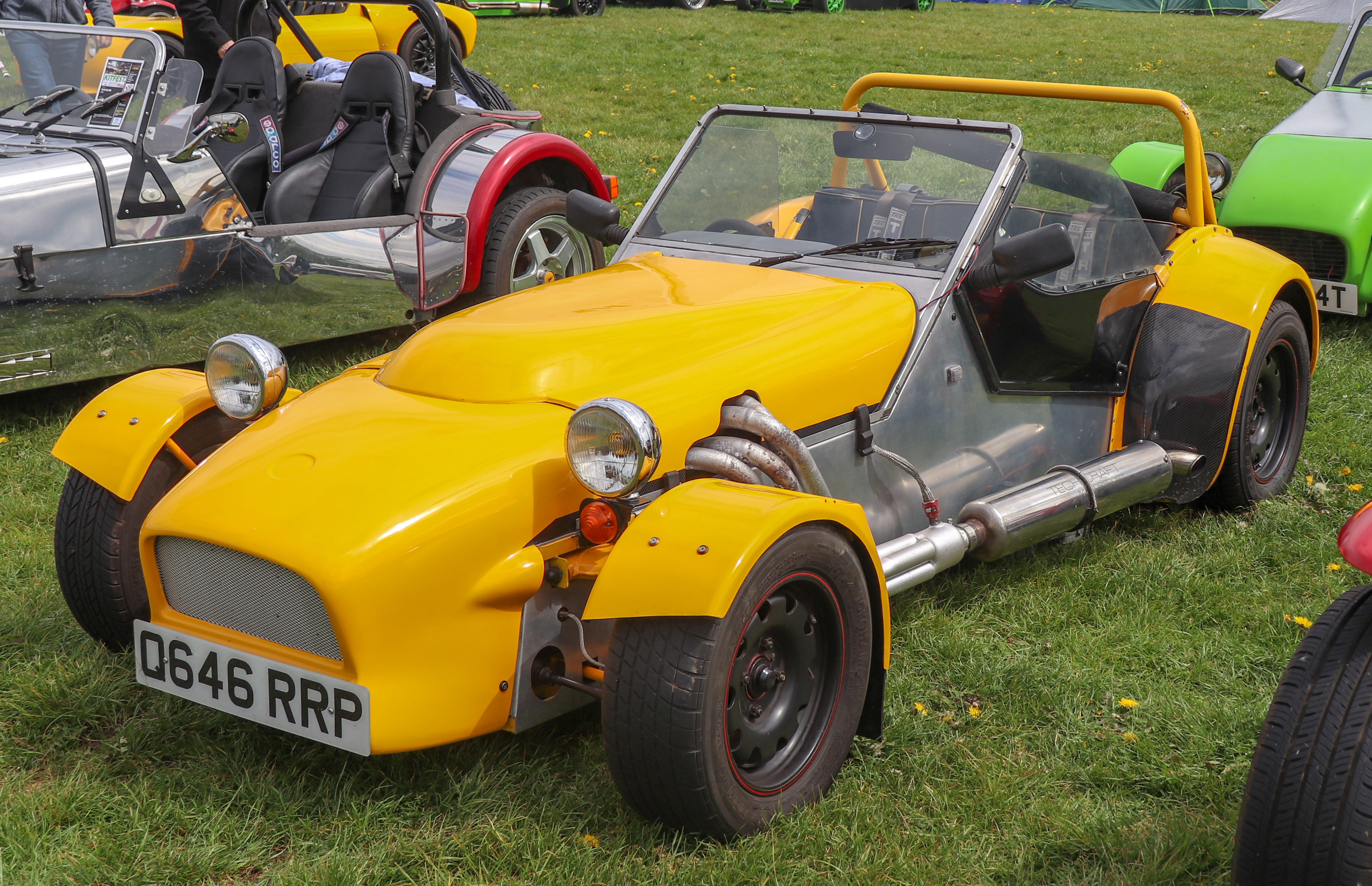
Sylva Striker

Das dauerhafteste Sylva-Modell, der Striker, war eine radikale Weiterentwicklung der Modelle Star und Leader, wobei man auf den Vauxhall Viva als Spenderfahrzeug verzichtete und das Fahrwerk und die Karosserie selbst herstellte. Man zielte auf zwei Kundengruppen: Den privaten Autobauer, der einen preisgünstigen Kit wollte, den er mit einfachen Mitteln aufbauen konnte, und den Rennwagenbauer, der besonderen Wert auf gutes Handling und einfache Konstruktion legte. Die nächste Evolutionsstufe des Sylva Striker war bereits in der Schublade (siehe Sylva Striker Clubman MK4).

### Sylva Striker Clubman MK4 / Sylva Phoenix

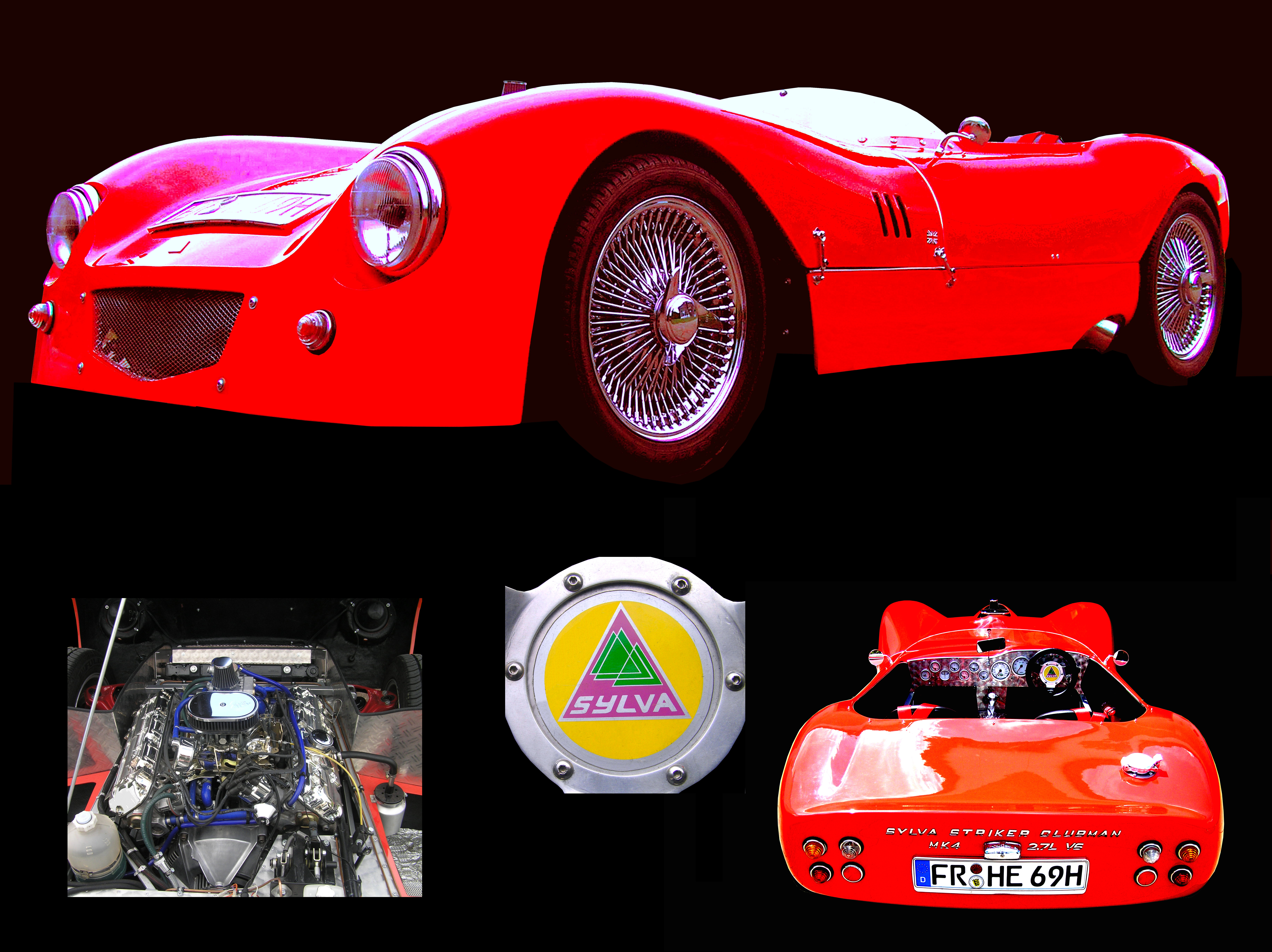
Sylva Striker Clubman1

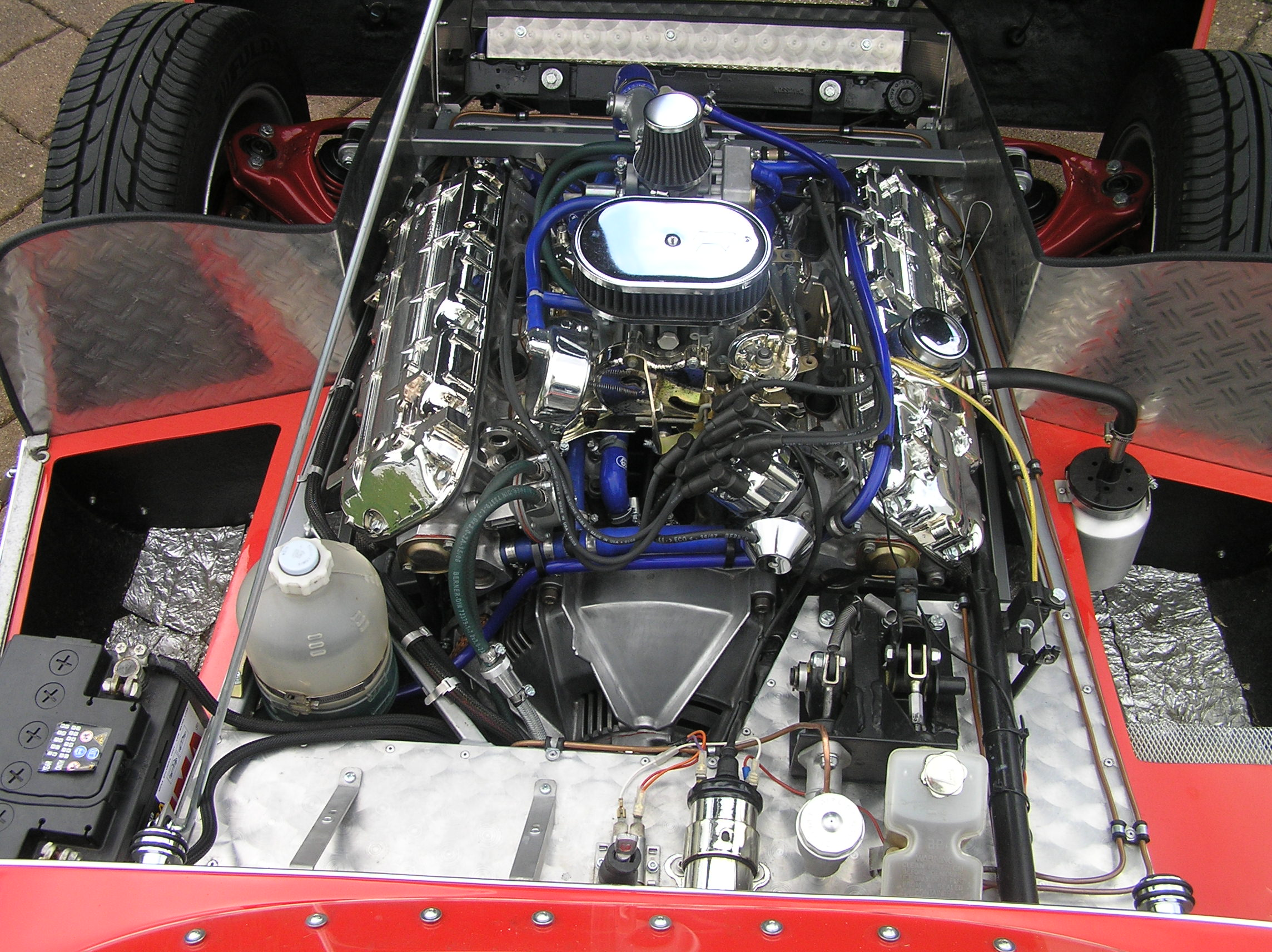
Sylva Striker Motor

Neben dem Verkauf des Sylva Striker wurde bereits der Grundstein für ein neues Rennfahrzeug von Jeremy Phillips (Gründer und Eigentümer) gelegt. Er begann mit dem Bau von zwei Werksprototypen mit der Bezeichnung „Sylva Striker Clubman MK4“. Die Vorgabe war klar definiert: Ein kompromissloses Siegerfahrzeug für eine neue englische Rennklasse „Restricter Serie“ oder in der „Forwell plc Group K-Sports Series“ herzustellen. Die beiden Fahrzeuge erhielten einen Gitterrohrrahmen, einen komplett glatten Unterboden aus Alu sowie auch des Cockpits. Die GFK-Hülle wurde bei P.J. Engineering of East Barkwith, Lincolnshire in Auftrag gegeben. Diese hatte eine niedrige und geschwungene Front und die Räder waren abgedeckt.
Den ersten Werksprototyp erhielt der Bruder Mark Phillips und wurde mit einem modifizierten 2700 cm³, V6 Euromotor ausgestattet. Bei einem Fahrzeuggewicht von nur 560 kg erreichte man ein sensationelles Leistungsgewicht von 2,8 kg/PS (Vergleich Ferrari Testarossa Bj. 1984 = 3,9 kg/PS bzw. Porsche 997 GT3 RS Bj. 2009 = 3,1 kg/PS). Dies ermöglichte die Beschleunigung von sagenhaften 3,6 Sekunden von 0 auf 100 km/h. Zusätzlich erhielt dieses Fahrzeug eine englische Straßenzulassung mit dem Kennzeichen NHO 746L, getitelt als Peugeot 204. Das englische Registrierungs-Dokument V5 weist interessanterweise die Fahrgestell-Nr. 9120161 des Motor-Spenderfahrzeuges (Peugeot) mit der Erstzulassung vom 22. Mai 1973 aus, obwohl das Fahrgestell nicht von einem Peugeot stammt und der verbaute V6 Euromotor erst 1974 vorgestellt wurde. Dieses Fahrzeug steht heute in einer deutschen Privatsammlung und wird nach wie vor auch auf der Straße eingesetzt. Der zweite Werksprototyp wurde mit einem modifizierten 1300 cm³ X-flow –Motor von Ford aufgebaut. Auch in dieser Motorklasse war man damit in der 1. Reihe aufgestellt. Die späteren Rennerfolge waren theoretisch mit den vorhandenen Leistungsdaten vorprogrammiert. Von dem Modell Striker MK4 Clubman wurden ca. 60 Stück mit modifizierter Motorhaube als Rennbausätze (ohne Motor und Getriebe) unter dem Handelsnamen „Phoenix“ verkauft. Anschließend übertrug Jeremy Phillips die Rechte des Phoenix an Stuart Taylor Motorsport England (STM) und die Erfolgsgeschichte dieses Fahrzeugtyps konnte weiter ausgebaut werden.
In den 90er Jahren und in den frühen 2000er dominierten der Sylva Striker MK4 / Phoenix die Klasse der englischen Kit Car Meisterschaft und wurde das erfolgreichste Fahrzeug der bisherigen Firmengeschichte:
1990 – Brian Healey – Sylva Striker Mk4,
1991 – Brain Healey – Sylva Striker Mk4,
1993 – Martin Stewart – Sylva Phoenix,
1994 – Martin Stewart – Sylva Phoenix,
1995 – Steve Wontner – Sylva Phoenix,
1997 – Steve Wontner – Sylva Phoenix,
1998 – Andrew Owens (Kit Car)- Sylva Phoenix / Jon White (Class A) – Sylva Striker,
1999 – Jon White – Sylva Striker,
2003/4 – Steve Taylor – Sylva Phoenix.

### Sylva Fury

Sylva Fury mit Lanca-Doppelnockenwellenmotor

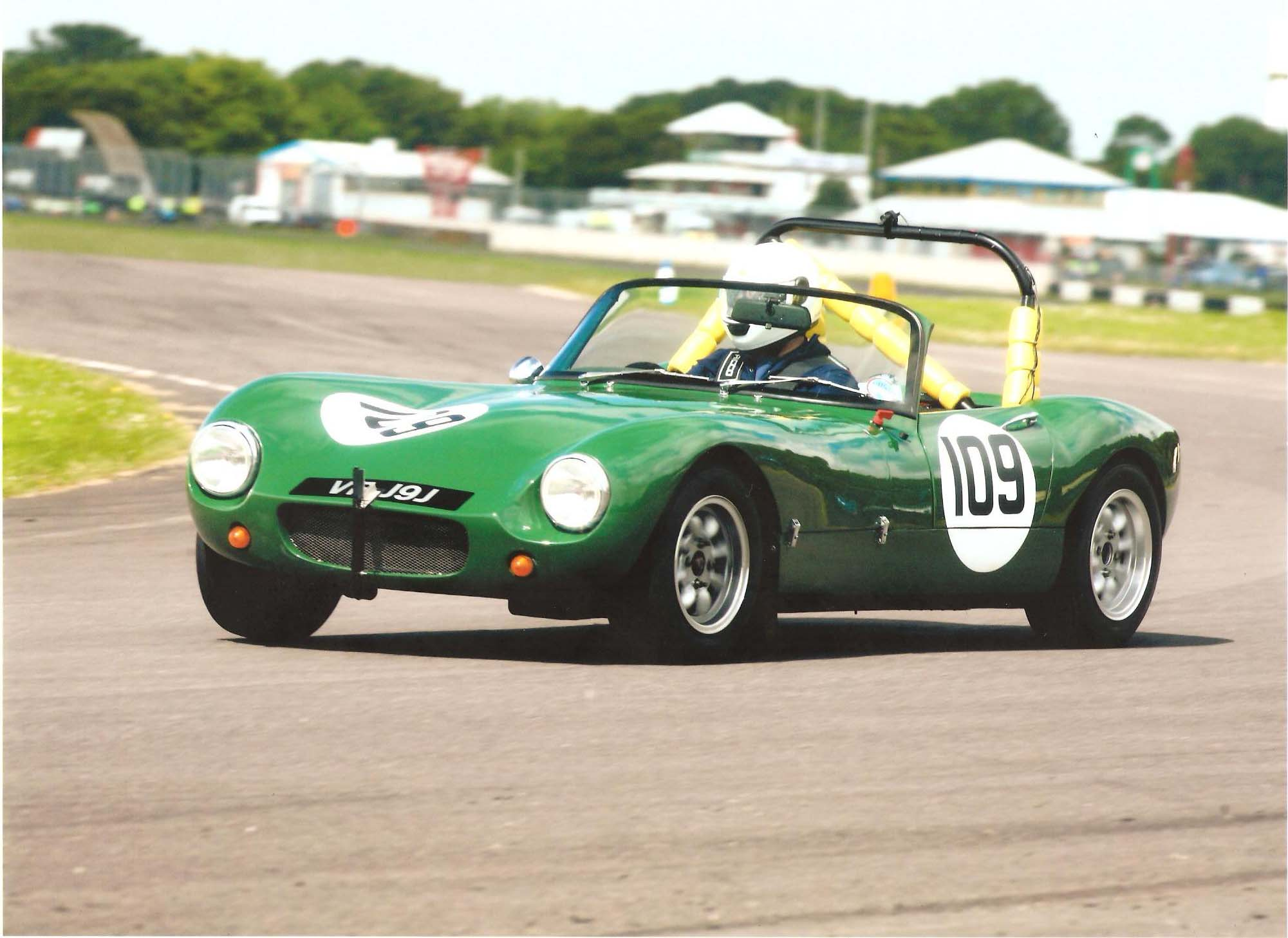
Sylva Fury an der Quarry Corner des Castle Combe Circuit

Der Fury wurde 1991 herausgebracht und 1994 die Konstruktion an Fisher Sportscars verkauft. Zurzeit gehört die Konstruktion der BGH Geartech Ltd. in Kent.
Der Fury war im Renneinsatz sehr erfolgreich; auch heute noch fahren viele Exemplare in Wettbewerben des 750 Motor Club, wie dem RGB (Road-Going Bike-Engined Kitcar; dt.: Straßentaugliches Kit Car mit Motorradmotor) und anderen Kit-Car-Serien.
In den Fury können viele unterschiedliche Motoren eingebaut werden, wie zum Beispiel alle Arten von Automotoren vom Ford Crossflow bis zum Rover V8 und dem Cosworth Turbo. Auch Motorradmotoren wurden schon eingebaut und sind insbesondere wegen ihres geringen Gewichtes, ihrer hohen Leistung, ihrer sequentiellen Getriebe und ihrer geringen Kosten für Rennfahrzeuge sehr beliebt.
Es gibt zwei Arten von hinteren Radaufhängungen: Die Starrachse vom Ford Escort, kombiniert mit zwei Längslenkern und Panhardstab, sowie Feder-Dämpfer-Einheiten gewährt komfortable Fahreigenschaften in Verbindung mit gutem Handling und guter Traktion. Die Einzelradaufhängung hat Hinterradnaben des Ford Sierra mit speziell gefertigten Radtägern und Doppelquerlenkern. Auch hier ist die Feder mit dem Stoßdämpfer vereinigt.

### Sylva Stylus

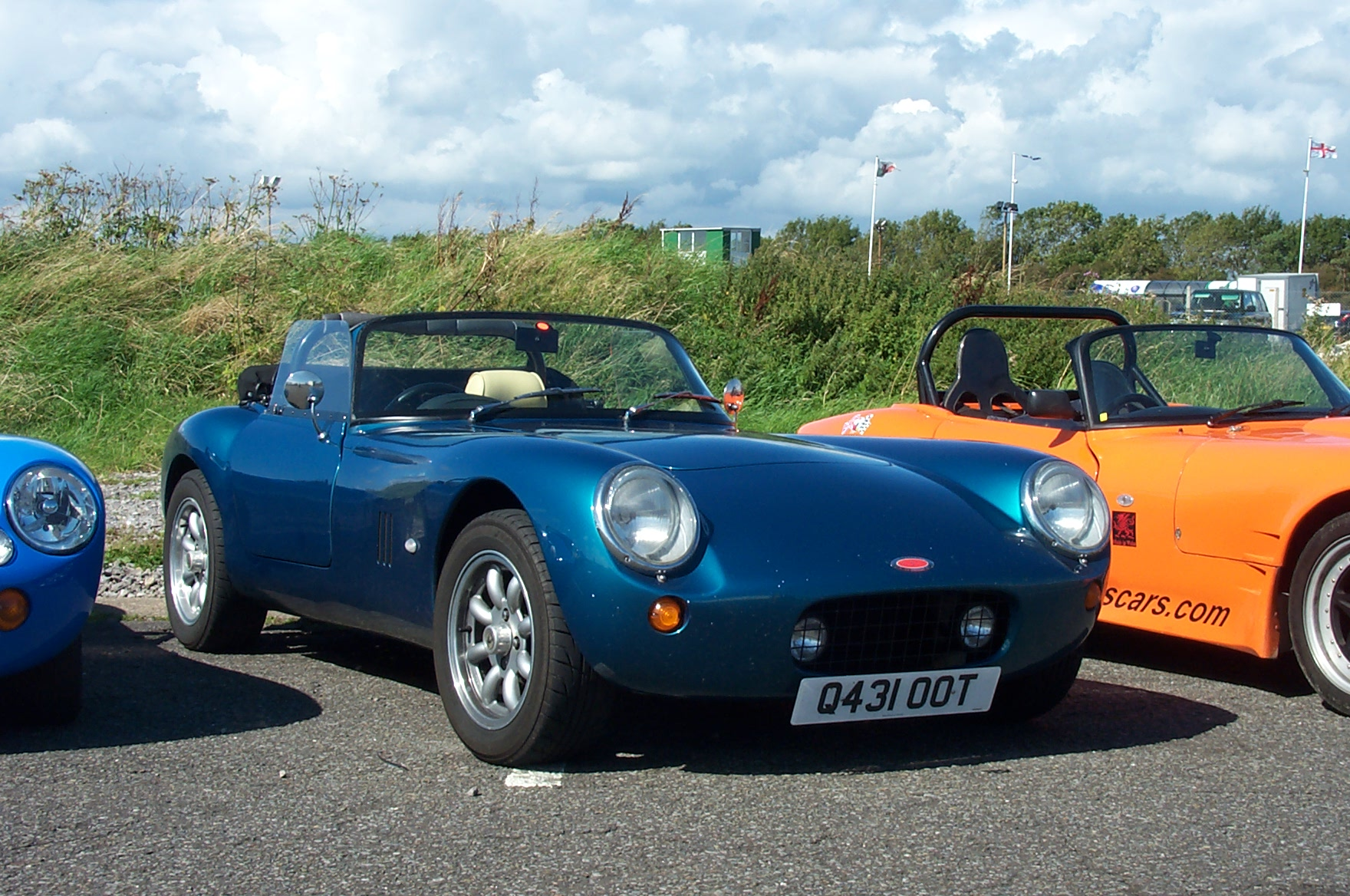
Sylva Stylus Classic

Der Stylus wurde 1994 herausgebracht und die Konstruktion 1996 an Specialist Sports Cars verkauft.
Die ersten Stylus wurden auf modifizierten Fahrgestellen des Fury aufgebaut; später entstanden eigene Chassis zur Aufnahme der abgesenkten Türen. Die vorderen Querlenker wurden mit Nadellagern versehen, die unteren wurden sogar umkonstruiert, damit die unteren Kugellager nicht beschädigt wurden. Wie bei den meisten anderen Sylva konnten auch in den Stylus verschiedene Motoren eingebaut werden.

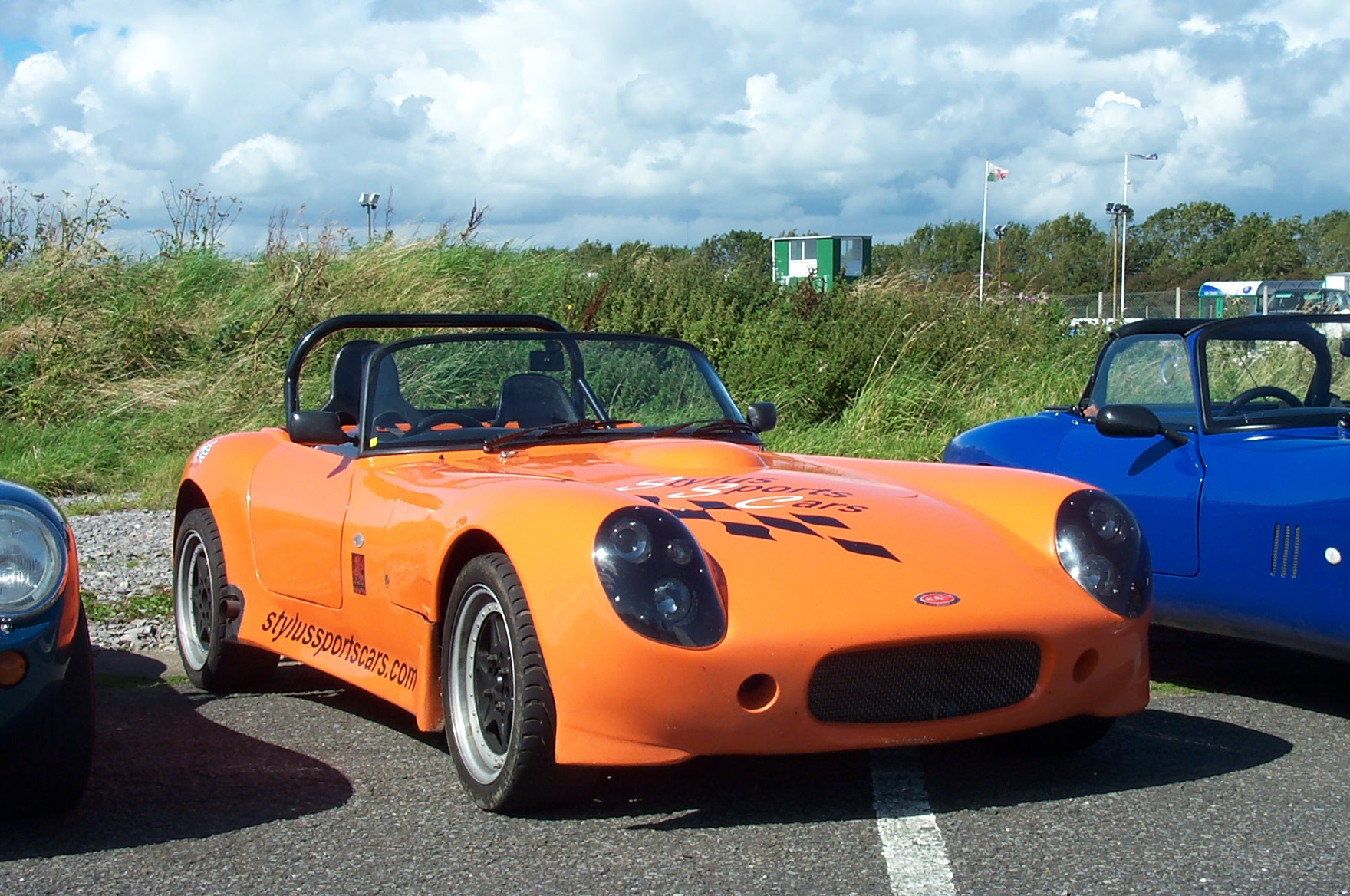
Sylva Stylus RT

2003 wurde mit dem Stylus RT ein modern gestylter Sportwagen herausgebracht
Der Stylus RT (= Road & Track) hat ein Standard-Fahrgestell von Spezialist Sports Car, aber mit breiterer Radaufhängung vorne. Hinten werden Unterlegscheiben an den Rädern eingesetzt; wenn eine De-Dion-Hinterachse verwendet wird, kann auch eine mit breiterer Spur eingesetzt werden. Die hinteren Kotflügel wurden in der Motorsportabteilung der Swansea University entwickelt. Der RT hat auch einen breiten Frontspoiler und einen Diffusor hinten. Diese drei aerodynamischen Verbesserungen sind als Extras zu ordern. SSC brachte rechteckige Scheinwerfer an. Ein normaler Stylus kann zu einem RT aufgerüstet werden.
Specialist Sports Cars verkaufte 2004 die Rechte am Stylus an Stylus Sports Car. Zurzeit (Sommer 2010) ist kein Stylus auf dem Markt zu bekommen.

### Sylva Jester
Der Wagen basierte auf der ersten Generation des Ford Fiesta und wird jetzt von Harlequin Autokits hergestellt.
Der Jester-Kit wurde kürzlich von Stingray Motorsport in Ripley (Derbyshire) gekauft. Zusammen mit Jeremy Phillips hat Stingray Motorsport den Jester komplett überarbeitet. Jetzt wird der Jester auf Basis des moderneren und besser erhältlichen Ford Ka aufgebaut.
Der neue Kit ist jetzt auf dem Markt. Er ist einfach aufzubauen und mit Stoßdämpfern von AVO und Sitzen von Cobra sollte ein komplettes Auto für unter £ 5.000,-- aufzubauen sein.

### Sylva Mojo
Der Mojo war ein neues Modell, das 2000 herausgebracht wurde. Ursprünglich entstand es mit dem Antrieb und Motor des zweiten Generation des Ford Fiesta, der allerdings hinten eingebaut wurde, sodass ein Mittelmotorkonzept entstand. Der CVH-Motor von Ford war daher die Standardausstattung, aber es waren auch andere Motoren, wie der Ford Zetec, der Toyota 4AGE oder der Motor des Renault 5 GT Turbo einsetzbar.
Der Mojo hatte eine De-Dion-Hinterachse und vorne eine weitere Variation der Sylva-Radaufhängung.

### Sylva Mojo 2
Der Mojo 2 ist eine überarbeitete Version des Mojo, der eine hintere Radaufhängung an doppelten Querlenkern besitzt. Die Karosserie wurde im hinteren Bereich abgeändert und es gibt zwei unterschiedlich gestylte Frontpartien.

### Sylva Mojo SE
Der Mojo SE ist eine Weiterentwicklung des Mojo 2, der mit dem hinteren Teil des Fahrwerkes vom Riot SE versehen wurde, um ihm einen geringfügig längeren Radstand zu verleihen und den Einbau einer größeren Zahl unterschiedlicher Motoren zu ermöglichen. Das hintere Ende der Karosserie wurde umgestaltet, um dem längeren Radstand Rechnung zu tragen.

### Sylva Riot
Der Riot ist eine Version des Mojo 2 mit Motorradmotor. Die erste Ausführung hatte einen Yamaha-R1-Motor eingebaut und hieß R1ot. Später konstruierte man das Fahrzeug um, damit auch ein Ford-Zetec-Motor eingesetzt werden konnte. Das Ergebnis hieß Riot SE. Er wurde zum „Kit Car des Jahres 2005“ gewählt.